# Todi Calcio
L'A.S.D. Todi Calcio, meglio nota come Todi, è una società calcistica italiana della città di Todi. Milita in Promozione, la sesta divisione del campionato italiano.
I colori sociali sono il bianco ed il rosso. Disputa le gare interne allo stadio Franco Martelli.

## Storia
Le origini del calcio a Todi risalgono agli anni '20, ma le prime squadre a partecipare ad un campionato furono la Società Sportiva Marzia Todi e l'Associazione Sportiva Ulpio Traiano fondate entrambe nel 1951. Le due squadre si fusero l'anno successivo, nel 1952, divenendo Società Sportiva Todi. 
Dopo varie stagioni nei campionati regionali umbri, tra il 1997 ed il 2000 il club vince tre campionati consecutivi (il primo di Prima Categoria, il secondo di Promozione e il terzo di Eccellenza) e una Coppa Italia Dilettanti Umbria approdando per la prima volta nella sua storia nel massimo livello dilettantistico italiano, costituito in quelle stagioni dal campionato di Serie D. Nella stagione 2000-2001, alla prima annata in questa categoria, il Todi si piazza al quarto posto in classifica nel girone D e vince la Coppa Italia Serie D, primo trofeo nazionale della sua storia. L'anno seguente ottiene un quinto posto in classifica. Rimane poi in Serie D per ulteriori tre campionati consecutivi, retrocedendo in Eccellenza al termine della stagione 2004-2005 dopo aver perso i play-out contro il Mezzolara.
Dopo un dodicesimo posto in Eccellenza nella stagione 2005-2006, nei tre anni seguenti il club, partendo con l'obiettivo di tornare in Serie D si piazza sempre in zona play-off, vincendo tra l'altro anche la seconda Coppa Italia Dilettanti Umbria della sua storia nella stagione 2007-2008; nella stagione successiva vince nuovamente il campionato di Eccellenza e l'anno seguente, come già accaduto dopo la precedente promozione in Serie D, conquista un quarto posto in classifica nel massimo campionato dilettantistico italiano (eguagliando così il miglior piazzamento della sua storia), venendo poi eliminato nei play-off dal Sansepolcro. Dopo un dodicesimo posto in classifica nel campionato successivo, il Todi retrocede nuovamente in Eccellenza al termine della stagione 2012-2013, terminata con un diciottesimo posto in classifica.
Nella stagione 2014-2015 sfiora il ritorno in Serie D, classificandosi secondo in massima serie regionale dietro al Città di Castello; in seguito complici due retrocessioni in tre anni e alcune vicissitudini societarie (dalla stagione 2016-2017 il club lancia infatti una "campagna di adesione a partecipazione diffusa", raccogliendo fondi mediante adesioni dei tifosi) si ritrova, all'inizio della stagione 2018-2019, in Prima Categoria (settimo livello del campionato italiano, terzo a livello regionale), risalendo però in Promozione dopo due anni tramite un ripescaggio grazie alla vittoria della Coppa Italia Dilettanti Umbria di Prima Categoria.

## Colori e simboli

### Colori
I colori ufficiali sono il bianco ed il rosso, mutuati dallo stemma e dal gonfalone comunale.

### Simboli ufficiali

#### Stemma
Lo stemma del Todi è uno scudetto bicolore bianco e rosso con all'interno un'aquila dagli stessi colori, ripresa dallo stemma comunale.

## Strutture

### Stadio
Il Todi disputa le gare interne allo stadio Franco Martelli dotato di 1 200 posti.

### Centro di allenamento
Il Todi svolge gli allenamenti allo stadio Franco Martelli.

## Palmarès

### Competizioni nazionali
- Coppa Italia Serie D: 1

2000-2001

### Competizioni regionali
- Eccellenza: 2

1999-2000, 2009-2010
- Promozione: 1

1998-1999
- Prima Categoria: 3

1982-1983 (girone A), 1985-1986 (girone A), 1997-1998 (girone B)
- Prima Divisione: 1

1952-1953 (girone A)
- Coppa Italia Dilettanti Umbria: 2

1998-1999, 2007-2008
- Coppa Italia Prima Categoria Umbria: 1

2019-2020

## Statistiche e record

### Partecipazione ai campionati
| Livello | Categoria | Partecipazioni | Debutto   | Ultima stagione | Totale |
| ------- | --------- | -------------- | --------- | --------------- | ------ |
| 5º      | Serie D   | 8              | 2000-2001 | 2012-2013       | 8      |

#### Partecipazione alle coppe
| Competizione         | Partecipazioni | Debutto   | Ultima stagione | Totale |
| -------------------- | -------------- | --------- | --------------- | ------ |
| Coppa Italia Serie D | 8              | 2000-2001 | 2012-2013       | 8      |

### Statistiche individuali
Il miglior marcatore della storia del club è Lorenzo Tarpani, autore di 250 reti in partite ufficiali.